# Karel Valtr Černý
Karel Valtr Černý, vlastním jménem Karel Walter (12. prosince 1892 Praha – 9. března 1945 Praha, Malá Strana) byl český herec, režisér, básník a prozaik. Bývá také uváděn jako Valtr Černý, Karel Černý, K. V. Černý nebo K. W. Černý. Černý byl pseudonym (podle dívčího jména jeho matky). Jako herec používal jméno Karel Černý.

## Život
Nedokončil studium herectví, hrál u kočovných divadelních společností a ve Východočeském divadle v Pardubicích. V roce 1914 byl povolán  do rakousko-uherské armády, brzy však byl zproštěn vojenské služby a pak pracoval v ostravskch dolech. Od roku 1916 opět působil jako herec, nejprve v Brně, poté v Ostravě a ve Vinohradském divadle. V letech 1923 až 1926 byl hlavním režisérem ostravského divadla..Od konce 30. let 20. století působil v Národním divadle. Dne 16. března 1945 byl ve svém bytě nalezen mrtvý, v matrice bylo uvedeno datum úmrtí 9. března 1945.

## Filmografie (výběr)
- Naši furianti (1937)
- Cech panen kutnohorských, Včera neděle byla, Jarka a Věra a Ideál septimy (1938)
- Ženy u benzinu, Lízino štěstí a Její hřích (1939)
- Muzikantská Liduška, Druhá směna, Maskovaná milenka, Katakomby, Baron Prášil (1940)
- Hotel Modrá hvězda, Těžký život dobrodruha (1941).
- Valentin Dobrotivý (1942)
- Rozina sebranec (1945)

## Literární činnost
- Blahoslovený člověk, sbírka básní (1933)
- Případ herce Haltera, román (1943)